# خمسون ألف دولارا
خمسون ألف دولاراً (بالإنجليزية: Fifty Grand)‏ قصة قصيرة من تأليف الكاتب الأمريكي إرنست همنغواي. نُشِرَت القصة للمرة الأولى في عام 1927 في شهريَّة «ذا أتلانتيك»، ثُمَّ أُعِيد نشرها في السنة ذاتها مُضمَّنة في مجموعة همنغواي القصصية «رجال بلا نساء». القصة ذات علاقة بقصته القصيرة الأخرى «مشكلة لونٍ»، التي ألَّفها همنغواي عندما كان لا يزال طالباً في ثانوية أوك بارك، فالقصتان كلتاهما عن مباراة ملاكمة مغشوشة مُحدَّدة نتيجتها سلفاً بتواطئ الملاكمَين، ولكنَّ أحداث المباراة تخرج عن المخطَّط، وكلتاهما تُروَيان من منظور شخصيَّة ثالثة، وهذه التقنية في الرواية لم يستخدمها همنغواي في غير هاتين القصتين.
الشخصية الرئيسية في القصة هو «جاك برينان»، ملاكم، وتبدأ القصة بجاك وهو يتدرَّب لمواجهة غريمه «جيمي ولكوت». الأحداث في الجزء الأول من القصة تجري في مدينة نيو جيرسي، وفي الجزء الثاني تنتقل الأحداث إلى نيويورك. القصة تُعبِّر عن شغف همنغواي برياضة الملاكمة، واطلاعه الواسع عليها، ويستخدم همنغواي في هذه القصة تقنيته المُميَّزة المُسمَّاة «الجبل الجليدي»، كما تُعبِّر القصة عن فلسفته الأخلاقيَّة. ويقترح عدد من الباحثين أنَّ همنغواي استلهم قصته من مباراة جاك بريتون ضُدَّ ميكي ووكر في 1922. وبعد صدور القصة في المجموعة «رجال بلا نساء» وصف رئيس تحرير صحيفة «كوزموبوليتن» قصة «خمسون ألف دولاراً» أنَّها من أفضل القصص القصيرة التي وقعت على يديه، غير أنَّ القصة لم تسلم من النقد أيضاً، حيث وصف عدد من النُّقاد المجموعة القصصية بأنَّها تفتقر إلى الإبداع.